# Dichapetalum tenerum
Dichapetalum tenerum är en tvåhjärtbladig växtart som beskrevs av Leenh.. Dichapetalum tenerum ingår i släktet Dichapetalum och familjen Dichapetalaceae. Inga underarter finns listade i Catalogue of Life.